# Atakan Cangöz
Atakan Cangöz (* 20. März 1992 in Istanbul) ist ein türkischer Fußballspieler.

## Karriere
Cangöz begann mit dem Vereinsfußball in der Jugend von Antalya Büyükşehir Belediyespor und wechselte 2008 in die Jugend von Antalyaspor. Im Frühjahr 2012 erhielt er bei Antalyaspor einen Profivertrag, wurde aber sofort an den Drittligisten Fethiyespor verliehen. Mit diesem Verein erreichte er das Relegationsfinale der TFF 2. Lig und verpasste so in letzter Instanz den Aufstieg in die TFF 1. Lig. Zum Saisonende kehrte er zu Antalyaspor zurück und wurde kurz vor dem Ende der Sommertransferperiode 2012 an den Viertligisten Manavgat Evrensekispor verliehen.